# 3856 Lutskij
3856 Lutskij este un asteroid din centura principală, descoperit pe 26 august 1976 de Nikolai Cernîh.